# Megasport Arena
Megasport Arena (anterior, Khodynka Arena sau Palatul Sporturilor pe Gheață pe Domeniul Khodynka, rusă Ледовый дворец спорта на Ходынском поле Translite Ledovy dvorets sporta na Khodynskom dan) este o arenă multifuncțională din Moscova, Rusia. Arena are o capacitate maximă de 13.926 de locuri.

## Istoria
Arena este situată pe Domeniul Khodynka și a fost finalizată în decembrie 2006.
A fost una dintre arenele care au găzduit Campionatul Mondial de Hochei pe Gheață Masculin 2007.
Aici s-a disputat, la 13 octombrie 2007, meciul de box pentru titlul mondial la categorie grea dintre Sultan Ibraghimov și Evander Holyfield.
La 23 ianuarie 2008, CSKA Moscova a găzduit un meci din sezonul regulat al Euroligii împotriva TAU Cerámica, în fața unei asistențe de aproape 13.000 de persoane.
În noiembrie 2008, a avut loc Cupa Rusiei la patinaj artistic.
Un alt eveniment important găzduit la arena a fost Final Four-ul Ligii Campionilor la Volei CEV 2006-2007, , în care Tours VB câștigat titlul după ce a învins VfB Friedrichshafen.
Pe 24 martie 2011, Uniunea Internațională de Patinaj (ISU) a mutat Campionatul Mondial de Patinaj artistic 2011 la Megasport Arena din Moscova. Această decizie a venit ca urmarea a anulării campionatelor de la Tokyo, Japonia după cutremurul de la Tōhoku. Campionatul a fost organizat între 24 aprilie – 1 mai 2011.
În decembrie 2011 arena a găzduit Campionatul European de Curling 2011.
În 2016, arena a devenit locul unde ȚSKA Moscova își dispută meciurile de pe teren propriu din Euroligă.